# Liste des films soviétiques sortis en 1968
Cet article présente une liste de films produits en Union soviétique en 1968.

## 1968
Les titres en français sont en grande majorité des traductions et non les titres attribués par les distributeurs dans les pays francophones.
Pour le classement annuel, la liste des titres a été établie en se basant sur les répertoires des pages Wikipédia en russe documentées par Longs métrages soviétiques. Catalogue annoté complétées par les listes des sites «kino-teatr» et «kinopoisk» d'où le nombre important de films que l'on trouve dans les références.
Pour les titres où l'on manque de précisions, seule l'année est indiquée : année de réalisation, année de sortie ou les deux. Bien que cela puisse paraître superflu, 1968 est inscrit pour chacun de ces titres pour montrer que la vérification a été faite.
On remarque que, la plupart du temps, il n'y a pas de première pour les courts métrages ainsi que pour les dessins animés et les documentaires de courte durée.
| Titre | Titre original | date de sortie                                                                  | Réalisateur |
| --- | --- | ------------------------------------------------------------------------------- | --- |
| Aiglon | ru:Орлёнок (мультфильм) | 1968                                                                            | Vitold Ianovitch Bordzilovski (ru)                                                                               |
| Les Aiglons de Tchapaïev | ru:Орлята Чапая | 17 décembre 1968                                                                | Iouri Sergueïevitch Pobedonostsev (ru)                                                                           |
| Aimer | ru:Любить… | 29 décembre 1968                                                                | Mikhaïl Kalik |
| Aksak Koulan | ru:Аксак кулан (мультфильм) | 1968                                                                            | Amen Abjanovitch Khaïdarov (ru)                                                                                  |
| A la lumière film à sketchs avec Vers la lumière, Maçon et Pantalakha | ru:К свету! (киноальманах) ((К свету!, Каменщик, Панталаха)                                                                                | 22 avril 1968                                                                   | Boris Aleksandrovitch Chilenko (ru), Nikolaï Serafimovitch Ilinski (ru) et Vassili Ignatievitch Lapoknych (ru)   |
| Les alouettes arrivent en premier | ru:Жаворонки прилетают первыми | 1er avril 1968                                                                  | Maris Karlovitch Roudzitis (ru)                                                                                  |
| A propos des miracles humains | ru:Про чудеса человеческие | 15 avril 1968                                                                   | Vladimir Vassilievitch Monakhov (ru)                                                                             |
| Apte au service des non-combattants | ru:Годен к нестроевой | octobre 1968                                                                    | Vladimir Abramovitch Rogovoï (ru) et Efraïm Sevela (ru)                                                          |
| L'armée des Bergeronnettes est à nouveau au combat | ru:Армия «Трясогузки» снова в бою | 23 décembre 1968                                                                | Aleksandrs Leimanis                                                                                              |
| À travers la Russie | ru:По Руси (фильм) | 18 mars 1968                                                                    | Fiodor Ivanovitch Filippov (ru)                                                                                  |
| Au nom de la loi | ru:Именем закона | 1er décembre 1968 en diffusion limitée                                          | Mukhtar Dadachov                                                                                                 |
| Au service de l'Union soviétique (film, 1968) | ru:Служу Советскому Союзу (фильм, 1968) | 1968                                                                            | Vladimir Nikolaïevitch Boïkov (ru)et Boris Roudolfovitch Nebylitski (ru)                                         |
| Le Banc (dessin animé) | ru:Скамейка (мультфильм) | 1er janvier 1968                                                                | Lev Atamanov |
| Bracelet-2 | ru:Браслет-2 | 26 février 1968                                                                 | Mikhaïl Issaakovitch Chamkovitch (ru) et Lev Izraïlevitch Tsoutsoulkovski (ru)                                   |
| Cahiers de Moabit | ru:Моабитская тетрадь (фильм) | 14 octobre 1968                                                                 | Leonid Kvinikhidze                                                                                               |
| Camarades descendants | ru:Товарищи потомки | 1968                                                                            | Iouri Nikolaïevitch Beliankine (ru)                                                                              |
| C'est arrivé en hiver | ru:Случилось это зимой | 1er janvier 1968                                                                | Vladimir Izraïlevitch Pekar (ru) et Vladimir Popov                                                               |
| Chacun à sa manière | ru:У каждого своя дорога | 1er juillet 1968 à Moscou                                                       | Mark Petrovitch Kovalev                                                                                          |
| Le Champ de ma mère | ru:Материнское поле | 12 février 1968 à Moscou                                                        | Guennadi Sadyrovitch Bazarov (ru)                                                                                |
| Le Chat Botté | ru:Кот в сапогах (мультфильм, 1968) | 1968                                                                            | Valentina Semionovna Broumberg (ru) et Zinaïda Semionovna Broumberg (ru)                                         |
| Le chat qui s'en va tout seul | ru:Кот, который гулял сам по себе | 1968 à la télévision                                                            | Alexandra Snejko-Blotskaïa                                                                                       |
| Chronique d'un bombardier en piqué | ru:Хроника пикирующего бомбардировщика | 20 mai 1968                                                                     | Naoum Borissovitch Birman (ru)                                                                                   |
| Cloches de mariage | ru:Свадебные колокола | 1er mai 1968 à la télévision                                                    | Issaak Petrovitch Chmarouk (ru)                                                                                  |
| Cœur | ru:Сердце (фильм, 1968) | 1968                                                                            | Vadim Nikolaïevitch Gnedkov                                                                                      |
| Comme le cœur le dit | ru:Как велит сердце (фильм) | 25 novembre 1968 à Moscou                                                       | Boris Arievitch Kimiagarov                                                                                       |
| Conscience | ru:Совесть (фильм, 1968) | 1er janvier 1968                                                                | Vladimir Terentievitch Denissenko (ru)                                                                           |
| Couloir Est | ru:Восточный коридор | 19 février 1968                                                                 | Valentine Nikolaïevitch Vinogradov (ru)                                                                          |
| La Cour (film, 1967) | ru:Суд (фильм, 1967) | 1er mai 1968                                                                    | David Iakovlevitch Kotcharian                                                                                    |
| Cours de littérature | ru:Урок литературы | 2 avril 1968                                                                    | Alekseï Aleksandrovitch Korenev (ru)                                                                             |
| La Croix de pierre | ru:Каменный крест (фильм) | 10 juin 1968                                                                    | Léonide Ossyka                                                                                                   |
| De neige en neige | ru:От снега до снега | 2 septembre 1968                                                                | Iouri Aleksandrovitch Petrov (ru)                                                                                |
| Dernière Nuit d'enfance | ru:Последняя ночь детства | 8 décembre 1968                                                                 | Arif Babaïev (ru)                                                                                                |
| Des gens en capotes de soldats | ru:Люди в солдатских шинелях | 15 juillet 1968                                                                 | Iouri Ioukhanovitch Miouïr (ru)                                                                                  |
| Deux Copains de régiment | ru:Служили два товарища | 21 octobre 1968                                                                 | Evgueni Efimovitch Karelov (ru)                                                                                  |
| Deux dans le désert | ru:Двое в пустыне | 1er janvier 1968                                                                | Alty Artykov |
| Le Diable avec la mallette | ru:Чёрт с портфелем | 9 décembre 1968                                                                 | Vladimir Ivanovitch Guerassimov (ru)                                                                             |
| Dilorom | ru:Дилором ((фильм,1968) | 1968                                                                            | Ali Khamraev |
| La Doctoresse Vera (film) | ru:Доктор Вера (фильм) | 4 mars 1968                                                                     | Damir Alekseïevitch Viatitch-Berejnykh (ru)                                                                      |
| Duel dans les montagnes (film, 1967) | ru:Поединок в горах (фильм, 1967) | 27 mai 1968 à Moscou                                                            | Kamil Rustambeyov                                                                                                |
| Enchevêtrement (marionnettes) | ru:Клубок (мультфильм) | 1968                                                                            | Nikolaï Nikolaïevitch Serebriakov (ru)                                                                           |
| Encore une fois sur l'amour | ru:Ещё раз про любовь | 27 mai 1968                                                                     | Gueorgui Natanson                                                                                                |
| En direction de Kiev | ru:На Киевском направлении | 10 juin 1968                                                                    | Vladimir Terentievitch Denissenko (ru)                                                                           |
| L'Enfant (film, 1967) | ru:Ребёнок (фильм, 1967) | octobre 1968                                                                    | Nikolaï Machtchenko                                                                                              |
| L'Erreur du résident | ru:Ошибка резидента | 7 octobre 1968                                                                  | Veniamine Dorman                                                                                                 |
| ...Et c'est à nouveau le mois de mai ! | ru:И снова май! | 7 novembre 1968                                                                 | Maria Pavlovna Mouat (ru)                                                                                        |
| Été 1943 | ru:Лето 1943 года | 22 juillet 1968 à Moscou                                                        | Margarita Naïmovna Kassymova (ru)                                                                                |
| Et personne d'autre | ru:И никто другой | 15 juillet 1968                                                                 | Iossif Abramovitch Choulman (ru)                                                                                 |
| L'Éveil (film, 1966) film à sketchs avec Liolka, La Ballade du fusil et Le Jour d'Icare | ru:Пробуждение (киноальманах) (Лёлька, Баллада о винтовке, День Икара)                                                                     | 1er janvier 1968                                                                | réalisés respectivement par Pavel Oganezovitch Arsenov (ru), Igor Iossifovitch Nikolaïev (ru) et Marianna Rochal |
| Exactement vingt ans | ru:Ровно двадцать с хвостиком | 1968                                                                            | Iouriy Fedorovytch Souiarko (uk)                                                                                 |
| Exode | ru:Исход (фильм, 1968) | 19 février 1968 à Moscou                                                        | Anatoli Alekseïevitch Bobrovski (ru) et Jamyanguyn Buntar                                                        |
| L'Exploit de Farhad | ru:Подвиг Фархада | 15 avril 1968 à Moscou                                                          | Albert Iossifovitch Khatchatourov (ru)                                                                           |
| L'Exposition extraordinaire | ru:Необыкновенная выставка | 15 décembre 1968                                                                | Eldar Chenguelaia                                                                                                |
| Fenêtres obscures | ru:Затемнённые окна (фильм,1968) | avril 1968 à Tallinn                                                            | Tynis Khansovitch Kask (ru)                                                                                      |
| Film, film, film | ru:Фильм, фильм, фильм | 1968                                                                            | Fiodor Khitrouk                                                                                                  |
| La Fin de Saturne | ru:конец «сатурна» | 15 avril 1968                                                                   | Villen Abramovitch Azarov (ru)                                                                                   |
| Fleur aux sept fleurs | ru:Цветик-семицветик (фильм) | 1968                                                                            | Garnik Archavirovitch Arazian et Boris Guennadievitch Bouchmeliov (ru)                                           |
| Frapper! Frapper encore! | ru:Удар! Ещё удар! | 13 juin 1968                                                                    | Viktor Aleksandrovitch Sadovski (ru)                                                                             |
| Frontières | ru:Рубежи (фильм, 1968) | 2 janvier 1968                                                                  | Lana Gogoberidze                                                                                                 |
| Le Genéral Rakhimov | ru:Генерал Рахимов (1967) | 19 février 1968                                                                 | Zaguid Zarifovitch Sabitov (ru)                                                                                  |
| Le Glaive et le Bouclier | ru:Щит и меч (фильм) | 19 aout 1968, 1er et 2e épisodes, 3 septembre 1968, 3e et 4e épisodes           | Vladimir Bassov                                                                                                  |
| Gros problème pour un petit garçon | ru:Большие хлопоты из-за маленького мальчика                                                                                               | 9 septembre 1968                                                                | Aleksandr Igorevitch Mouratov (ru) et Veniamine Vassilkovski                                                     |
| L'Harmonica de verre | ru:Стеклянная гармоника (мультфильм) | 13 février 1968                                                                 | Andreï Khrjanovski                                                                                               |
| Les héros ne sont pas en retard | ru:Герои не опаздывают | 1968                                                                            | Nikita Gueorguievitch Khoubov (ru)                                                                               |
| L'Homme à la chaîne | ru:Человек и цепи | 1968                                                                            | Kiamil Aslan ogly Roustambekov                                                                                   |
| L'Homme au gant vert | ru:Человек в зелёной перчатке | 29 avril 1968                                                                   | Nikolaï Ekk |
| L'homme jette l'ancre | ru:Человек бросает якорь | avril 1968 à Bakou                                                              | Arif Gadji fils de Babaïev (ru)                                                                                  |
| Les hommes ne pleurent pas | ru:Мужчины не плачут (фильм, 1968) | 1968                                                                            | Soulev Nymmik (ru)                                                                                               |
| L'Île crucifiée | ru:Распятый остров | 17 décembre 1968                                                                | Chota Ilitch Managadze (ru)                                                                                      |
| Il n'y a que des filles dans le ciel | ru:В небе только девушки | mars 1968                                                                       | Vassili Jouravliov                                                                                               |
| Ils habitent à proximité | ru:Они живут рядом | 6 mai 1968                                                                      | Grigori Rochal                                                                                                   |
| Il y a du ciel partout | ru:Всюду есть небо | 1er février 1968                                                                | Nikolaï Machtchenko                                                                                              |
| Il y a du feu sous les cendres (1967) | ru:Под пеплом огонь (1967) | 5 février 1968 à Moscou                                                         | Abdoussalom Rakhimovitch Rakhimov (ru)                                                                           |
| Il y avait un homme | ru:Жил человек | 4 juin 1968 en URSS                                                             | Iouri Aramaïssovitch Erzinkian (ru)                                                                              |
| Incendies dans les tours | ru:Костры на башнях | 1er janvier 1968                                                                | Robert Petrovitch Merkoun                                                                                        |
| Ivan Makarovitch | ru:Иван Макарович | 18 novembre 1968                                                                | Igor Mikhaïlovitch Dobrolioubov (ru)                                                                             |
| Ivassik-Telessik | ru:Ивасик-Телесик (мультфильм, 1968) | 1968                                                                            | Leonid Semionovitch Zaroubine (ru)                                                                               |
| J'ai envie de ma cogner la tête | ru:Хочу бодаться! | 1968                                                                            | Leonid Alekseïevitch Amalrik (ru)                                                                                |
| Je n'étais pas belle | ru:Красавицей я не была | 1er décembre 1968                                                               | Ramiz Pacha ogly Askerov (ru), Agarza Samandar fils de Kouliev (ru) et Tofiq Taghizadeh                          |
| Le Jour de l'ange | ru:День ангела (фильм, 1968) | 2 décembre 1968                                                                 | Stanislav Govoroukhine                                                                                           |
| Le Jour de la Sainte-Tatiana | ru:Татьянин день (фильм) | 4 mars 1968                                                                     | Isidore Annenski                                                                                                 |
| Juste une vie | ru:Всего одна жизнь | 10 octobre 1968                                                                 | Sergueï Mikaelian                                                                                                |
| Kaléidoscope-68. Hippopotame | ru:Калейдоскоп-68. Бегемот | 1968                                                                            | Anatoli Alekseïevitch Petrov (ru)                                                                                |
| Le Lac des cygnes (film-ballet, 1968) | ru:Лебединое озеро (фильм-балет, 1968) | novembre 1968                                                                   | Apollinari Doudko et Constantin Sergueïev                                                                        |
| Là où l'hiver est long | ru:Там, где длинная зима (1967) | 21 octobre 1968                                                                 | Aleksandr Grigorievitch Davidson (ru)                                                                            |
| Luciole n°8 | ru:Светлячок № 8 | 1968                                                                            | Lev Issaakovitch Miltchine (ru)                                                                                  |
| Maison et propriétaire | ru:Дом и хозяин | 25 novembre 1968                                                                | Boudimir Metalnikov                                                                                              |
| Malych et Karlson | ru:Малыш и Карлсон | 29 octobre 1968                                                                 | Степанцев, Борис Павловичfr=Boris Pavlovitch Stepantsev (ru)                                                     |
| Marchand d'air (film) | ru:Продавец воздуха (фильм) | 23 mars 1968 à la télévision                                                    | Vladimir Ilitch Riabtsev                                                                                         |
| Mariages en automne (1967) | ru:Осенние свадьбы (1967) | 19 aout 1968 en URSS                                                            | Boris Vladimirovitch Iachine (ru)                                                                                |
| Match de revanche | ru:Матч-реванш | 1968                                                                            | Boris Petrovitch Diojkine (ru)                                                                                   |
| Matin troublé | ru:Тревожное утро | 25 mars 1968                                                                    | Abdoulla Karsakbaïev (ru)                                                                                        |
| Les Méandres du succès | ru:Зигзаг удачи | 30 décembre 1968                                                                | Eldar Riazanov                                                                                                   |
| Le Meilleur Ami | ru:Самый большой друг | 1968                                                                            | Piotr Nikolaïevitch Nossov (ru)                                                                                  |
| Mille fenêtres | ru:Тысяча окон | 15 janvier 1968                                                                 | Vladimir Abramovitch Rogovoï (ru) et Alekseï Vladimirovitch Spechnev (ru)                                        |
| Minou (dessin animé) | ru:Кошечка (мультфильм) | 4 mai 1968                                                                      | V. Minakhine |
| Le Moine mystérieux | ru:Таинственный монах | 30 septembre 1968 en version stéréoscopique                                     | Arkadi Nikolaïevitch Koltsaty (ru)                                                                               |
| Montre en or (film, 1968) | ru:Золотые часы (фильм, 1968) | 27 mai 1968                                                                     | Mark Vladimirovitch Tolmatchiov (ru)                                                                             |
| Moscou est derrière nous | ru:За нами Москва | 2 décembre 1968                                                                 | Majit Sapargalievitch Begaline (ru)                                                                              |
| Le Mur mystérieux | ru:Таинственная стена | juin 1968                                                                       | Irina Igorevna Povolotskaïa (ru) et Mikhaïl Sadkovitch                                                           |
| Le Mystère de la grotte de Kaniouta | ru:Тайна пещеры Каниюта | 18 mars 1968                                                                    | Khabib Abidovitch Faïziev                                                                                        |
| Nastassia et Fomka | ru:Настасья и Фомка | 1er janvier 1968                                                                | Nikolaï Goubenko                                                                                                 |
| Nous vivrons jusqu'à lundi | ru:Доживём до понедельника | 2 juillet 1968                                                                  | Stanislav Rostotski                                                                                              |
| Les Nouvelles Aventures des insaisissables | ru:Новые приключения неуловимых | 4 novembre 1968                                                                 | Edmond Keossaian                                                                                                 |
| Nuages blancs | ru:Белые тучи | 1er avril 1968                                                                  | Rollan Petrovitch Serguienko (ru)                                                                                |
| La Nuit de la Saint-Jean (film, 1968) | ru:Вечер накануне Ивана Купала (фильм) | 14 septembre 1968                                                               | Youri Illienko                                                                                                   |
| Odessa tranquille | ru:Тихая Одесса | 24 juin 1968                                                                    | Valeri Trofimovitch Issakov (ru)                                                                                 |
| Ô la mode, la mode ! | ru:О мода, мода! | 1968                                                                            | Bakhtang Davidovitch Bakhtadze (ru)                                                                              |
| L'Opérateur Kyps au royaume des pierres | ru:Оператор Кыпс в царстве камней | 1968                                                                            | Kheïno Iaakovitch Pars (ru)                                                                                      |
| Opération « Trust » (film) | ru:Операция «Трест» (фильм) | 22 mai 1968 à la télévision                                                     | Sergueï Kolossov                                                                                                 |
| Orage sur Belaïa | ru:Гроза над Белой | 4 novembre 1968                                                                 | Evgueni Konstantinovitch Nemtchenko (ru) et Stanislav Viktorovitch Tchapline (ru)                                |
| Par ennui | ru:Скуки ради | 20 mars 1968                                                                    | Artour Iossifovitch Voïtetski (ru)                                                                               |
| Par feu et par flammes | ru:Огонь, вода и… медные трубы | 13 décembre 1968                                                                | Alexandre Rou |
| Pas de gué dans le feu | ru:В огне брода нет | 1er juin 1968                                                                   | Gleb Panfilov |
| Pêche d'automne | ru:Осенняя рыбалка | 1968                                                                            | Alla Alekseïevna Gratchiova (ru)                                                                                 |
| Le Périple de la petite Aniouta | ru:Анютина дорога | 13 mai 1968                                                                     | Lev Goloub |
| La petite chèvre qui comptait jusqu'à dix | ru:Козлёнок, который считал до десяти | 1968                                                                            | Vladimir Dmitrievitch Degtiariov (ru)                                                                            |
| La Petite Sirène | ru:Русалочка (мультфильм, 1968) | 1968                                                                            | Ivan Semionovitch Aksentchouk (ru)                                                                               |
| Pingouins | ru:Пингвины (мультфильм) | 1968                                                                            | Vladimir Polkovnikov                                                                                             |
| Pluie battante... | ru:Слепой дождь… | 1er février 1968 à la télévision                                                | Viktor Stepanovitch Gres (ru)                                                                                    |
| Poème de deux cœurs | ru:Поэма двух сердец | 8 avril 1968 à Moscou                                                           | Kamil Yarmatov                                                                                                   |
| Le Portrait de Dorian Gray (film, 1968) | ru:Портрет Дориана Грея (фильм, 1968) | 1968                                                                            | Nadejda Petrovna Maroussalova et Viktor Semionovitch Tourbine (ru)                                               |
| Premier courrier | ru:Первый курьер | 1er mars 1968 à Sofia                                                           | Vladimir Iantchev (ru)                                                                                           |
| Prestidigitateur (film) | ru:Фокусник (фильм) | 18 mars 1968                                                                    | Piotr Todorovski                                                                                                 |
| Le Printemps sur l'Oder | ru:Весна на Одере | 19 février 1968                                                                 | Leon Nikolaïevitch Saakov (ru)                                                                                   |
| Quand la pluie et le vent frappent à la fenêtre | ru:Когда дождь и ветер стучат в окно (фильм)                                                                                               | 1er juillet 1968 à Moscou                                                       | Aloizs Brenčs |
| Quarantaine (film, 1968) | ru:Карантин (фильм, 1968) | 1er janvier 1968                                                                | Soulamif Moïsseïevna Tsyboulnik (ru)                                                                             |
| Qui reviendra aimera | ru:Кто вернётся — долюбит | 11 mars 1968 à Moscou                                                           | Léonide Ossyka                                                                                                   |
| La Recherche (film, 1967) | ru:Поиск, 1967 | 22 juillet 1968                                                                 | Konstantine Ivanovitch Jouk (ru), Evguen Minovitch Khriniouk (uk) et Igor Gueorguievitch Starkov (ru)            |
| Retouches au portrait de V. I. Lénine, série de 4 films avec Vote par appel nominal, Une heure et demie dans le bureau de V. I. Lénine – 1918, L'Air du Conseil des commissaires du peuple et La Commune Vkhoutemas | ru:Штрихи к портрету В. И. Ленина (Поимённое голосование, Полтора часа в кабинете В. И. Ленина. 1918, Воздух Совнаркома, Коммуна ВХУТЕМАС) | 1968 pour le 2e film                                                            | Leonid Aristarkhovitch Ptchiolkine (ru)                                                                          |
| Le Retour du sourire film à sketchs avecKossovitsa et Quelqu'un est en retard pour le bus | ru:Возвращение улыбки (Косовица , Кто-то опаздывает на автобуc)                                                                            | septembre 1968 à Moscou                                                         | réalisés respectivement par Leïla Konstantinovna Gordeladze (ru) et Nana Bidzinovna Mtchedlidze (ru)             |
| Réveillez-vous Moukhina | ru:Разбудите Мухина! | 21 octobre 1968                                                                 | Iakov Aleksandrovitch Seguel (ru)                                                                                |
| Rivaux (marionnettes) | ru:Соперники (мультфильм) | 1968                                                                            | Roman Katchanov                                                                                                  |
| La Route des mille kilomètres | ru:Дорога в тысячу вёрст | 12 aout 1968 à Moscou                                                           | Aleksandr Iakovlevitch Karpov (ru)                                                                               |
| Le Royaume des femmes | ru:Бабье царство (фильм) | 4 mars 1968                                                                     | Alekseï Aleksandrovitch Saltykov                                                                                 |
| S'agite (film, 1967) | ru:Непоседы (1967) | 11 juin 1968                                                                    | Viktor Mikhaïlovitch Ivanov (ru) et Abram Aronovitch Naroditski (ru)                                             |
| La Saison morte | ru:Мёртвый сезон (фильм, 1968) | 6 décembre 1968 en URSS                                                         | Savva Iakovlevitch Koulich (ru)                                                                                  |
| Sauver un homme qui se noie | ru:Спасите утопающего | juin 1968                                                                       | Pavel Oganezovitch Arsenov (ru)                                                                                  |
| Sentiments (film, 1968) | ru:Чувства (фильм, 1968) | 28 décembre 1968 à Vilnius                                                      | Alguirdas Daoussa (ru) et Almantas Grikevičius                                                                   |
| Le Septième Compagnon | ru:Седьмой спутник (фильм) | 15 avril 1968                                                                   | Grigori Aronov et Alexeï Guerman                                                                                 |
| Sept Pas au-delà de l'horizon | ru:Семь шагов за горизонт | 1968                                                                            | Felix Sobolev |
| Sergueï Lazo (film) | ru:Сергей Лазо (фильм) | 26 février 1968                                                                 | Alexandre Gordon                                                                                                 |
| Seul (court métrage, 1966) | ru:Одни (фильм) | mars 1968                                                                       | Leonid Evguenievitch Golovnia (ru) et Aleksandr Vladimirovitch Sourine (ru)                                      |
| Le Singe Fips (marionnettes) | ru:Обезьянка Фипс (мультфильм) | 1968                                                                            | Elbert Azguireïevitch Touganov (ru)                                                                              |
| Six juillet | ru:Шестое июля | entre le 5 et le 15 juin 1968 au Festival international du film de Karlovy Vary | Youli Karassik                                                                                                   |
| Sofia Perovskaïa (film) | ru:Софья Перовская (фильм) | 16 mars 1968                                                                    | Leo Arnchtam |
| La Soif étanchée | ru:Утоление жажды (фильм) | 8 janvier 1968 à Moscou                                                         | Boulat Mansourov                                                                                                 |
| Solaris (film, 1968) | ru:Солярис (фильм, 1968) | 8 octobre 1968                                                                  | Lidia Sergueïevna Ichimbaïeva (ru) et Boris Nirenbourg                                                           |
| Sonnez, tam-tam ! | ru:Звучи, там-там! | 13 mai 1968 à Moscou                                                            | Charip Issaouletovitch Beïssembaev (ru)                                                                          |
| La Source (film, 1968) | ru:Источник (Фильм, 1968) | 1er janvier 1968                                                                | Anatoli Mikhaïlovitch Granik (ru)                                                                                |
| Souvenons-nous de ce jour | ru:Запомним этот день | 26 février 1968                                                                 | Vladimir Vladimirovitch Korch-Sabline (ru)                                                                       |
| Spur des Falken | ru:След сокола | 12 juillet 1968 à Berlin                                                        | Gottfried Kolditz                                                                                                |
| Tachkent, ville du pain | ru:Ташкент — город хлебный (фильм) | 30 septembre 1968                                                               | Choukhrat Abbassov                                                                                               |
| Tariel Goloua (film, 1968) | ru:Тариэл Голуа (фильм) | 17 décembre 1968                                                                | Levan Iossifovitch Khotivari (ru)                                                                                |
| Tchounia (dessin animé) | ru:Чуня (мультфильм) | 1968                                                                            | Iouri Aleksandrovitch Prytkov (ru)                                                                               |
| Le Temps des géomètres | ru:Времена землемеров (фильм) | 1er janvier 1968                                                                | Voldemārs Pūce                                                                                                   |
| Terre des pères | ru:Земля отцов | 1er janvier 1968 à Moscou                                                       | Chaken Kenjetaïevitch Aïmanov (ru)                                                                               |
| Timbre-poste de Vienne | ru:Венская почтовая марка | 10 janvier 1968 à Tallinn                                                       | Velio Karlovitch Kiasper (ru)                                                                                    |
| Ton contemporain | ru:Твой современник | 15 janvier 1968                                                                 | Youli Raizman |
| Tournage (film, 1967) | ru:Поворот (фильм, 1967) | mai 1968 à Vilnius                                                              | Boris Vladimirovitch Ermolaïev (ru)                                                                              |
| Trembita (film) | ru:Трембита (фильм) | 28 octobre 1968                                                                 | Oleg Pavlovitch Nikolaïevski (ru)                                                                                |
| Trois Jours de Viktor Tchernychiov | ru:Три дня Виктора Чернышёва | 3 juin 1968                                                                     | Mark Danilovitch Ossepian (ru)                                                                                   |
| Trois Jours et demi dans la vie d'Ivan Semionov, élève de deuxième année et redoublant | ru:Три с половиной дня из жизни Ивана Семёнова, второклассника и второгодника                                                              | 15 avril 1968                                                                   | Konstantine Alekseïevitch Berezovski (ru)                                                                        |
| Trois Peupliers dans la rue Pliouchtchikha | ru:Три тополя на Плющихе | 15 mars 1968 au Festival international du film de Mar del Plata                 | Tatiana Lioznova                                                                                                 |
| Tunique et frac | ru:Гимнастёрка и фрак | 12 novembre 1968                                                                | Viktor Petrovitch Lissakovitch (ru)                                                                              |
| Un cas d'enquête | ru:Случай из следственной практики | 9 décembre 1968                                                                 | Leonid Danilovitch Agranovitch (ru)                                                                              |
| Un incident que personne n'a rémarqué | ru:Происшествие, которого никто не заметил                                                                                                 | 15 avril 1968                                                                   | Aleksandr Moïseïevitch Volodine                                                                                  |
| Une journée de soleil et de pluie | ru:День солнца и дождя | 1er mars 1968                                                                   | Viktor Fiodorovitch Sokolov (ru)                                                                                 |
| Le Veau d'or (film, 1968) | ru:Золотой телёнок (фильм, 1968) | 8 juillet 1968                                                                  | Mikhaïl Schweitzer                                                                                               |
| Le Vieil homme (film, 1968) | ru:Старик (Фильм, 1968) | 1968                                                                            | Vladimir Kalinine                                                                                                |
| Viens dans ma maison | ru:Войди в мой дом | 16 septembre 1968 à Moscou                                                      | Anatoli Zoukhourovitch Kaboulov                                                                                  |
| Viens me voir quand tu seras de passage | ru:Встречайте проездом | 13 novembre 1968 à la télévision                                                | Gleb Nikolaïevitch Komarovski (ru)                                                                               |
| Vie privée de Valentin Kouziaïev | ru:Личная жизнь Кузяева Валентина | 10 juin 1968                                                                    | Ilia Aleksandrovitch Averbakh (ru) et Igor Maslennikov                                                           |
| Ville et chanson | ru:Город и песня | 1968                                                                            | Leonid Issaakovitch Menaker (ru)                                                                                 |
| La ville se réveille tôt | ru:Город просыпается рано | 17 juin 1968 à Moscou                                                           | Semion Vissarionovitch Dolidze (ru)                                                                              |
| Le 25 octobre - premier jour | ru:25-е — первый день | 1er janvier 1968                                                                | Iouri Norstein et Arkadi Gueorguievitch Tiourine (ru)                                                            |

### Remarques
- Le film Mars (ru)[112] réalisé en 1968 par Pavel Klouchantsev n'est sorti que le 6 aout 2009.
- Le film Petit Orchestre scolaire (ru) réalisé en 1968 par Aleksandr Igorevitch Mouratov (ru) et Nikolaï Racheïev a été montré pour la 1re fois aux téléspectaeurs russes en 2010[113].